# Fredericksburg (Wirginia)
Fredericksburg – miasto w stanie Wirginia, w Stanach Zjednoczonych, nad rzeką Rappahannock. Według spisu ludności w 2010 roku miasto liczyło 24 286 mieszkańców.

## Demografia
Według spisu powszechnego z roku 2000 we Fredericksburgu mieszkało 19 279 osób, w 8102 gospodarstw domowych i 3925 rodzin. Gęstość zaludnienia 1833 osoby na milę kwadratową (707,6/km²).
Zarejestrowano 8102 gospodarstw domowych w których 21,6% posiadało mieszkające z nimi dzieci poniżej 18 roku życia, z czego 31,8% było żyjącymi razem małżeństwami, 13,1% było prowadzone przez samotne matki, i 51,6% zaklasyfikowano jako nie rodziny przez Biuro spisowe. 39,2% wszystkich gospodarstw domowych składało się z pojedynczych osób a 12,8% żyło z osobą 65 letnią bądź starszą.
Zróżnicowanie wiekowe: 17,8% poniżej 18 roku życia, 23,8% - 18 do 24, 27,2% - 25 do 44, 18,4% - 45 do 64 i 12,8% - 65 lat i więcej. Mediana wieku - 30 lat. Na każde 100 kobiet przypadało 81,8 mężczyzn. Na każde 100 kobiet w wieku 18 lat i powyżej przypadało 78,4 mężczyzn.
Według spisu powszechnego z roku 2000 zróżnicowanie ludności pod względem rasy i pochodzenia wyglądało następująco: 73,18% biali, 20,41 czarni i Afroamerykanie, 0,34% rdzenni Amerykanie, 1,51% Azjaci, 0,06% ludność pochodząca z wysp Pacyfiku, 2,56% inne rasy oraz 1,95% potomkowie dwóch bądź więcej ras. 4,9% populacji było pochodzenia hiszpańskiego lub latynoamerykańskiego.

## Kościoły i związki wyznaniowe

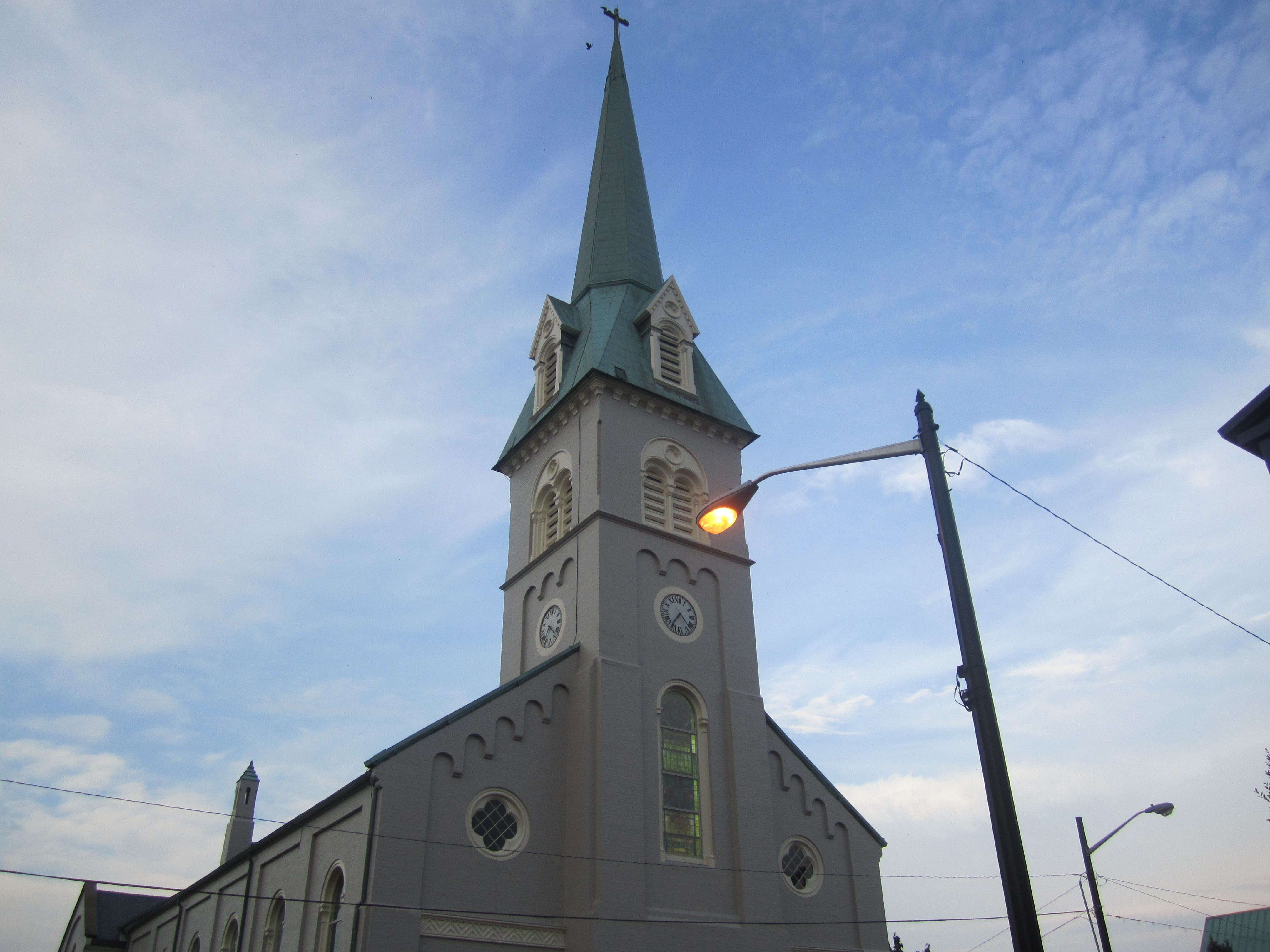
Katedra Kościoła Episkopalnego we Fredericksburgu

Wyznania liczące ponad 200 członków, według spisu na 2010 rok:
- Południowa Konwencja Baptystów – 10 zborów (28,5% należących do grup religijnych)
- Kościół katolicki – 1 kościół (27,3%)
- Protestantyzm bezdenominacyjny - 34 zbory (21,6%)
- Zjednoczony Kościół Metodystyczny – 2 zbory (7,1%)
- Kościół Episkopalny – 2 zbory (4,3%)
- Kościół Prezbiteriański USA – 2 zbory (2,6%)
- Progresywna Narodowa Konwencja Baptystyczna - 1 zbór (1,5%)
- Kościół Ewangelicko-Luterański w Ameryce – 1 zbór (1,5%)
- Judaizm – 1 synagoga
- Kościół Prezbiteriański w Ameryce – 1 zbór
- Kościół Boży (Cleveland) – 1 zbór
- Amerykański Kościół Baptystyczny w USA - 1 zbór
- Zbory Boże – 1 zbór
- Armia Zbawienia – 1 zbór
- Stowarzyszenie Uniwersalnych Unitarian – 1 zgromadzenie